# Puerto de la Cruz
Puerto de la Cruz är en kommun och stad på ön Teneriffa i Kanarieöarna. Den ligger i provinsen Santa Cruz de Tenerife i den autonoma regionen Kanarieöarna i sydvästra delen av landet, 1 800 km sydväst om huvudstaden Madrid. Antalet invånare är 31 377 (2024). Historiskt sett har staden varit ett stort centrum för fiske men denna näring har på senare år blivit allt mer marginaliserad och numera är turism den viktigaste inkomstkällan. I Puerto de la Cruz är klimatet varierande och fuktigt vilket gör att det finns en enorm växtlighet, men staden är inte lika solsäker som städerna på sydsidan av ön.
Puerto de la Cruz är den fjärde största staden på Teneriffa med cirka 30 000 invånare och det är Kanarieöarnas äldsta turiststad, känd för sin vackra natur och behagliga klimat.
Till de största sevärdheterna på Teneriffa hör Las Cañadas del Teide, en vulkan som mäter 3 718 meter över havet. Från toppen av vulkanen har man utsikt över Kanarieöarna. Den berömda djurparken Loro Parque, som är känd för att ha världens största samling av papegojor, är belägen strax utanför Puerto de la Cruz.